# Control de óptica inalámbrico

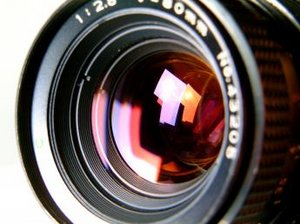
Óptica de una cámara fotográfica

Un control de óptica inalámbrico es un dispositivo que tiene el objetivo principal de controlar remotamente el zum, foco e iris de la óptica de una cámara. Se trata de un equipo ergonómicamente optimizado, que facilita el trabajo del foquista.
Los sistemas de control de lentes ofrecen una capacidad de respuesta, precisión y se compone de un controlador, de uno o más de un motor y de un receptor para un control preciso del iris de enfoque y el zum. Para configuraciones tradicionales, la mayoría de estos controladores inalámbricos se comunican con un receptor conectado a su cámara en un rango determinado.
La empresa Teradek sacó al mercado algunos de los sistemas de control de objetivos más utilizados. Esta empresa se encarga de diseñar y fabricar soluciones de video de alto rendimiento para aplicaciones de imágenes en general, cine y transmisión, desde monitorización inalámbrica, corrección de color y control de lentes hasta transmisión vive, soluciones SaaS y distribución de video IP.